# 1546

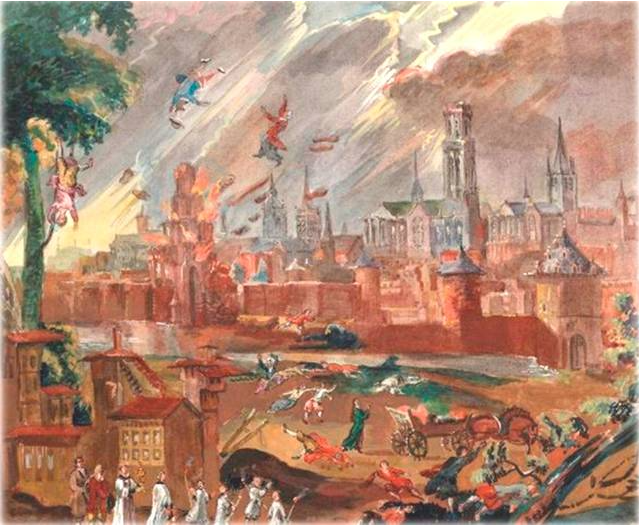
Ontploffing van de Zandpoort in Mechelen

Het jaar 1546 is het 46e jaar in de 16e eeuw volgens de christelijke jaartelling.

## Gebeurtenissen
juni
- 7 juni - Verdrag van Ardres: Einde van de Italiaanse Oorlog: Hendrik VIII van Engeland behoudt Boulogne tot 1554, en zal het daarna teruggeven aan Frankrijk voor 2 miljoen ecus.
- 30 - De Index van Leuven krijgt kracht van wet door keizerlijk edict, waarvan de eerste bepaling de theologiefaculteit machtigt om boeken "te reproberen, doemen en suspect te verklaren".

juli
- 4 - Huwelijk van Albrecht van Beieren en Anna van Oostenrijk.
- 18 - Huwelijk van Willem V van Kleef en Maria van Oostenrijk.
- 20 - Begin van de Schmalkaldische Oorlog tussen het Heilige Roomse Rijk en het Schmalkaldisch Verbond van protestantse Duitse vorsten.

augustus
- 6 - Ontploffing van de Zandpoort: Een ontploffing van een kruitmagazijn in Mechelen eist meer dan 200 slachtoffers.

november
- 3 -  Keizer Karel V confisqueert na de eerste nederlagen van het Schmalkaldisch Verbond het graafschap Tecklenburg inclusief Lingen, en beleent er zijn stadhouder Maximiliaan van Egmont mee.

december
- december - Thomas Howard wordt opgesloten in de Tower op verdenking van hoogverraad.

zonder datum
- Basra wordt door de Turken ingenomen.
- Gonzalo Pizarro verslaat en doodt onderkoning Blasco Núñez Vela van Peru en roept zichzelf uit tot onderkoning.
- Op het Concilie van Trente wordt de Vulgaat als officiële Bijbelvertaling bevestigd.
- Oprichting van het Trinity College aan de Universiteit van Cambridge.
- Anhalt-Dessau wordt verdeeld in Anhalt-Zerbst, Anhalt-Plötzkau en Anhalt-Dessau.
- Juan de Tolosa sticht de stad Zacatecas

## Beeldende kunst

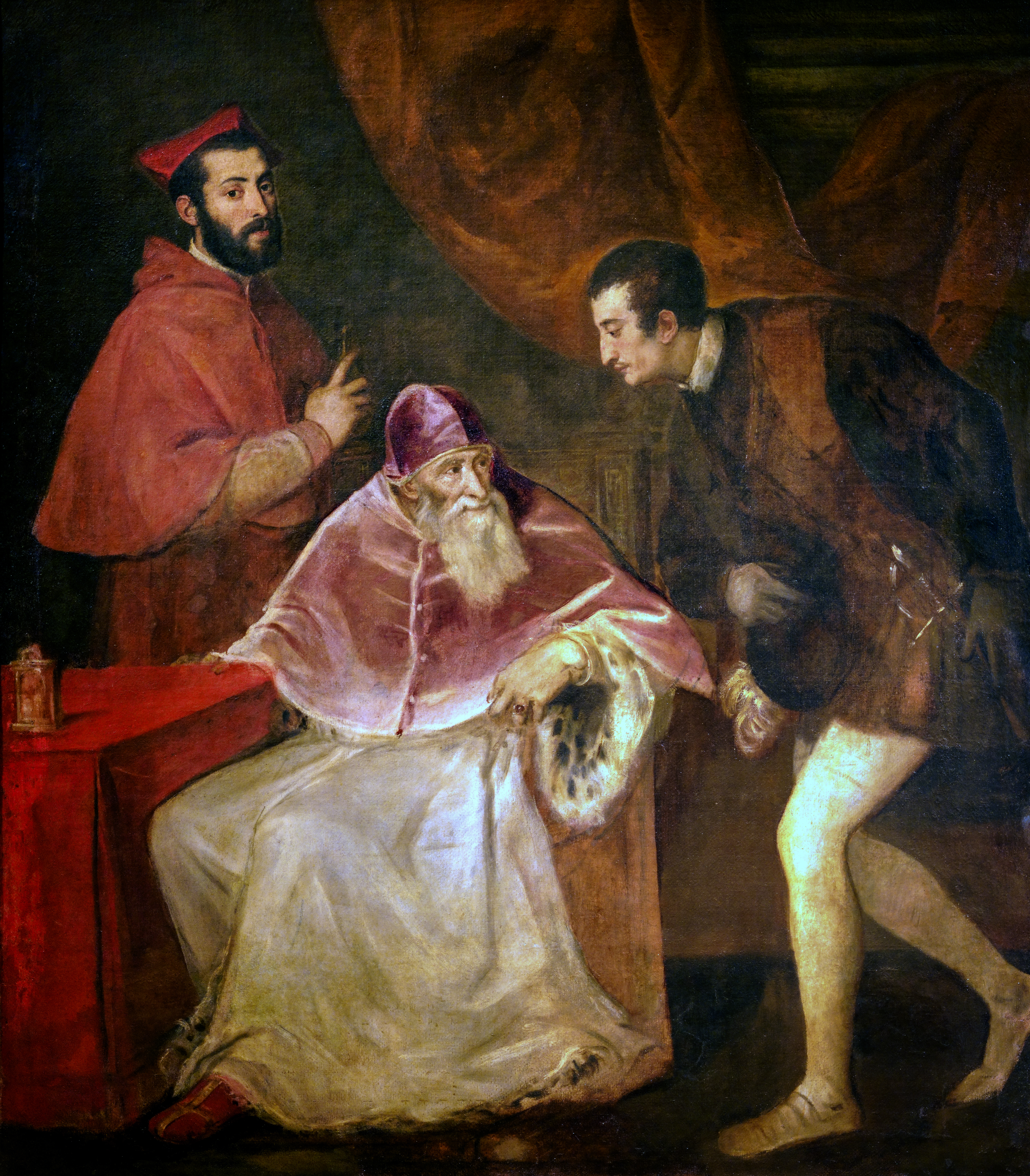
Titiaan: Paus Paulus III met zijn kleinzoons
Lucas Cranach de Oude: Fontein van de Eeuwige Jeugd
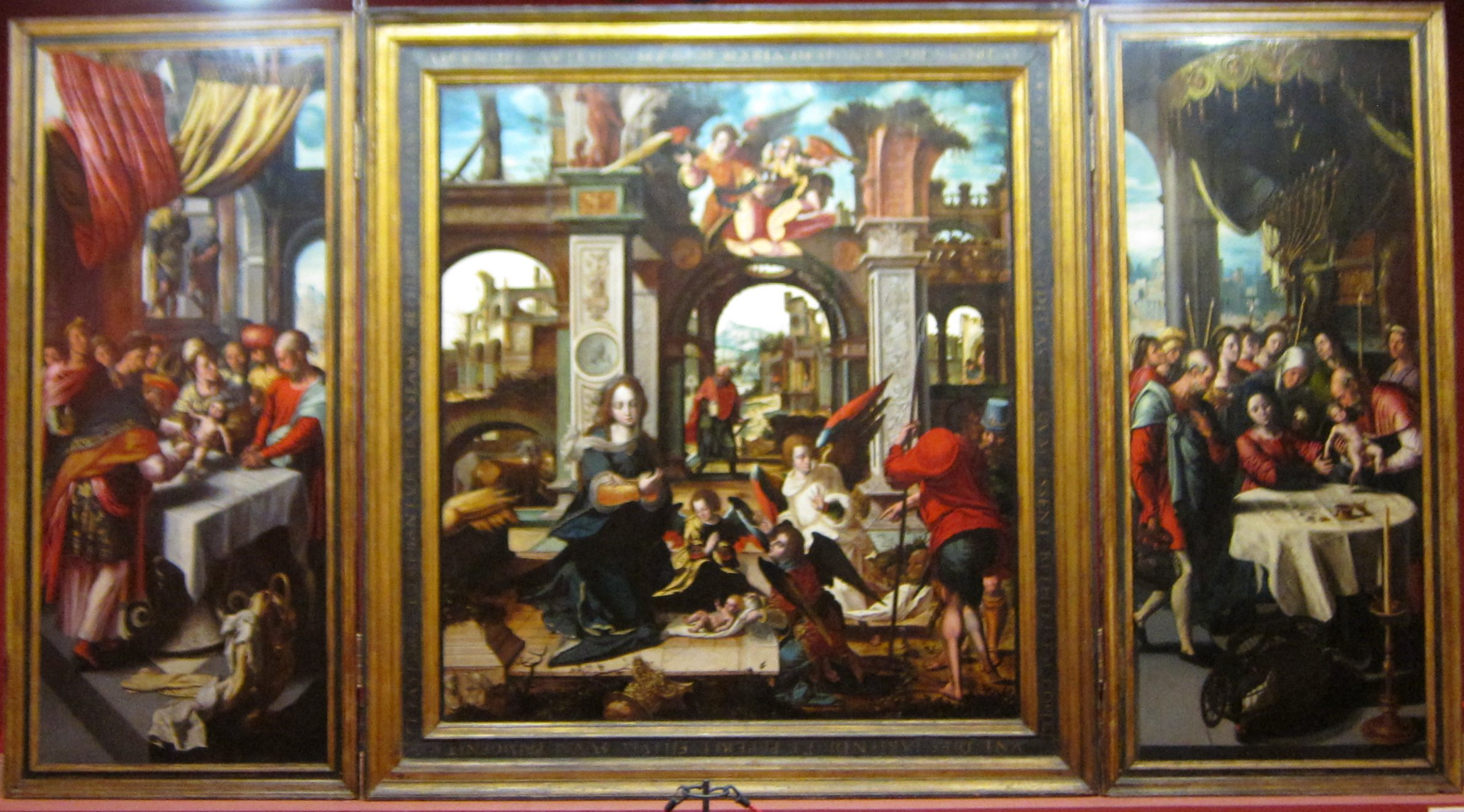
Pieter Coecke van Aelst: Triptiek van Nava y Grimón
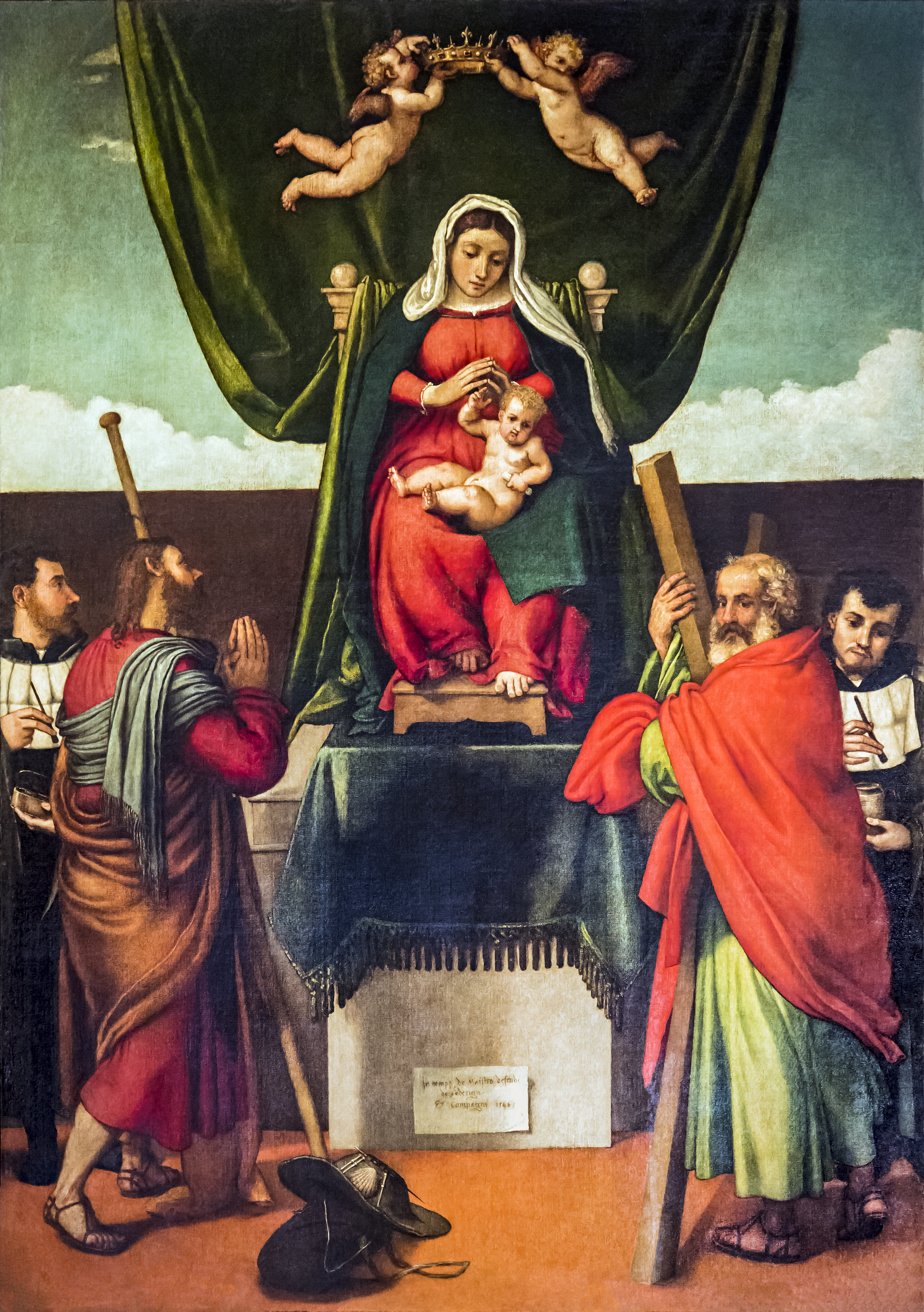
Lorenzo Lotto: San Giacomo dell'Orio altaarstuk
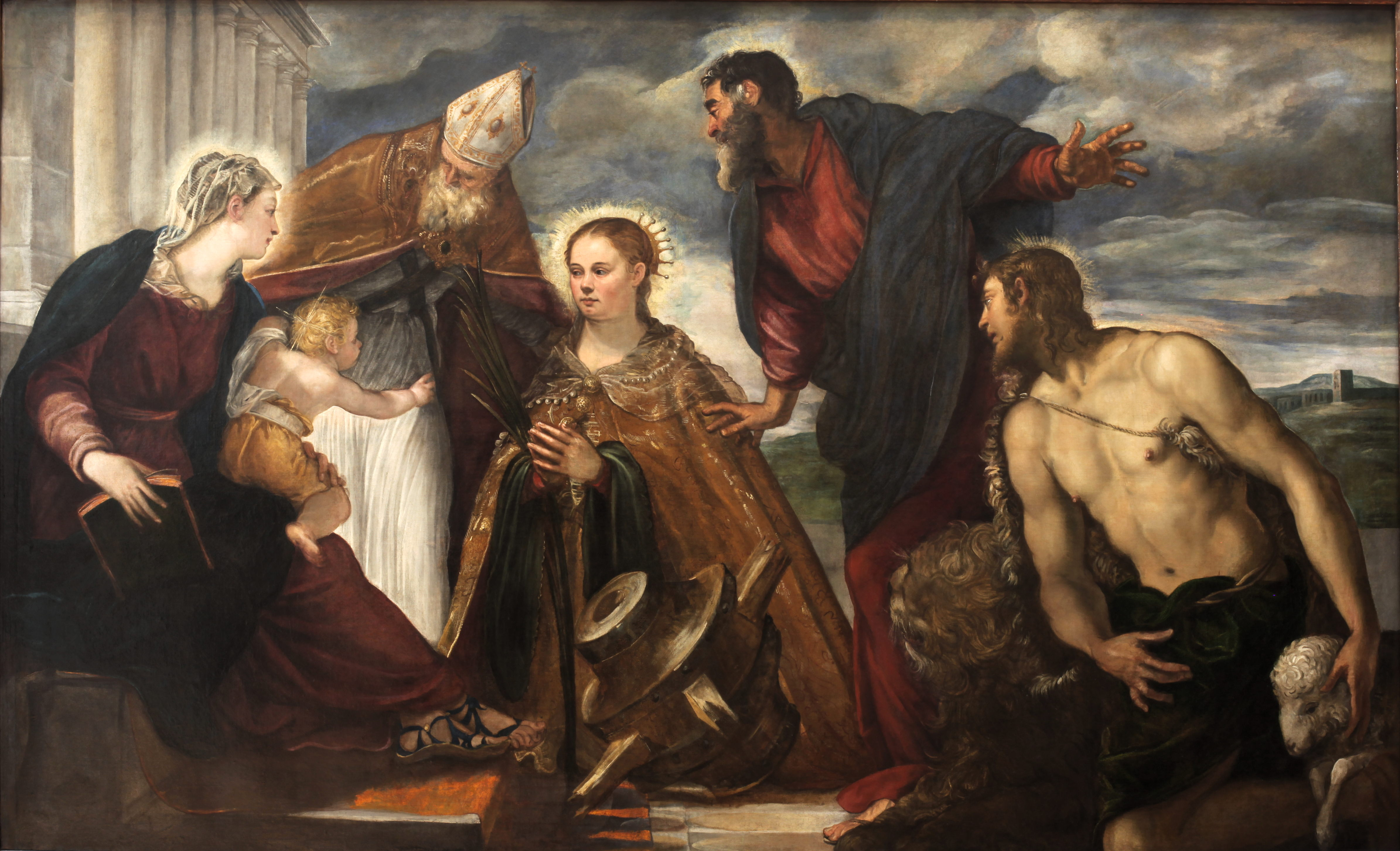
Lorenzo Lotto: Madonna met kind en heiligen

## Opvolging
- Ayutthaya - Chairacha opgevolgd door Kaeofa
- patriarch van Constantinopel - Joannicus I als opvolger van Jeremias I, op zijn beurt opgevolgd door Dionysius II
- Dominicanen (magister-generaal) - Francesco Romeo als opvolger van Alberto de las Casas
- Brunswijk-Lüneburg - Ernst opgevolgd door zijn zoon Frans Otto
- Milaan (gouverneur) - Alfonso d'Avalos opgevolgd door Ferrante Gonzaga
- Moldavië - Peter IV Rareș opgevolgd door zijn zoon Ilie II Rareș
- Sicilië (onderkoning) - Ferrante Gonzaga opgevolgd door Ambrogio Santapace
- Vietnam - Mac Hien Tong opgevolgd door zijn zoon Mac Phuc Nguyen onder regentschap van diens oom Mac Kinh Dien

## Afbeeldingen

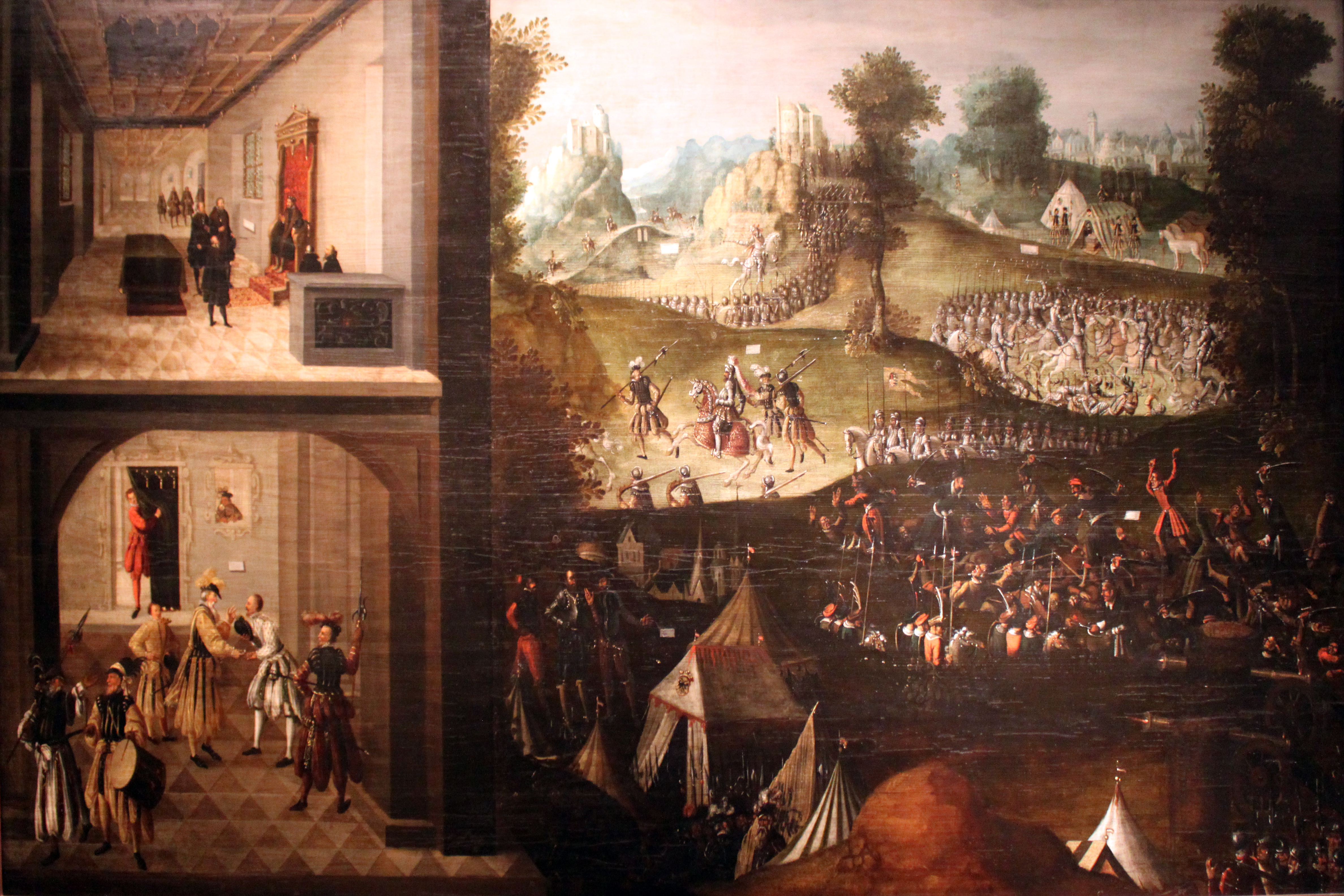
Begin van de Schmalkaldische Oorlog
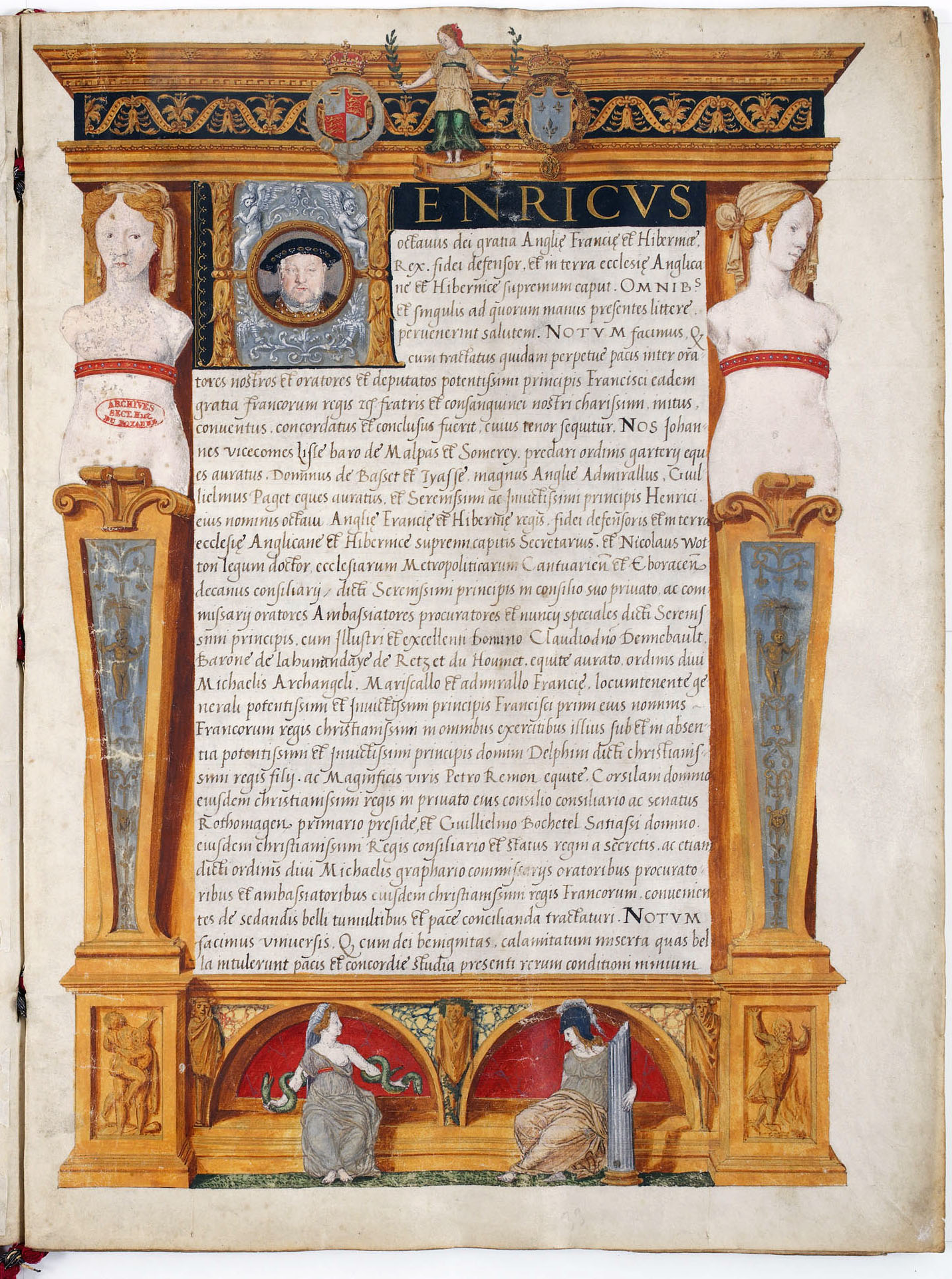
ratificatie van het Verdrag van Ardres door Hendrik VIII
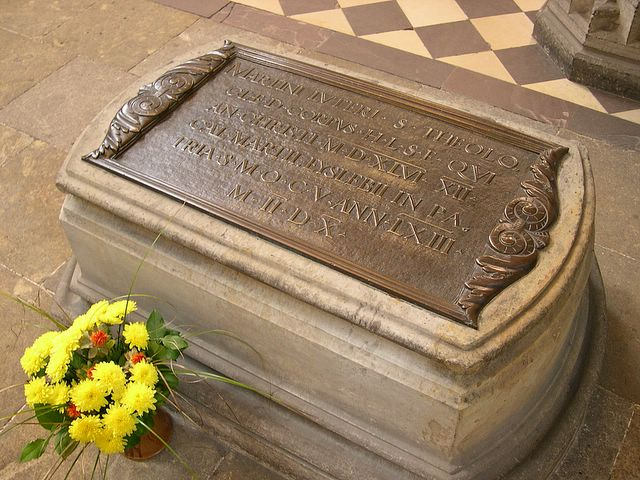
Graf van Maarten Luther
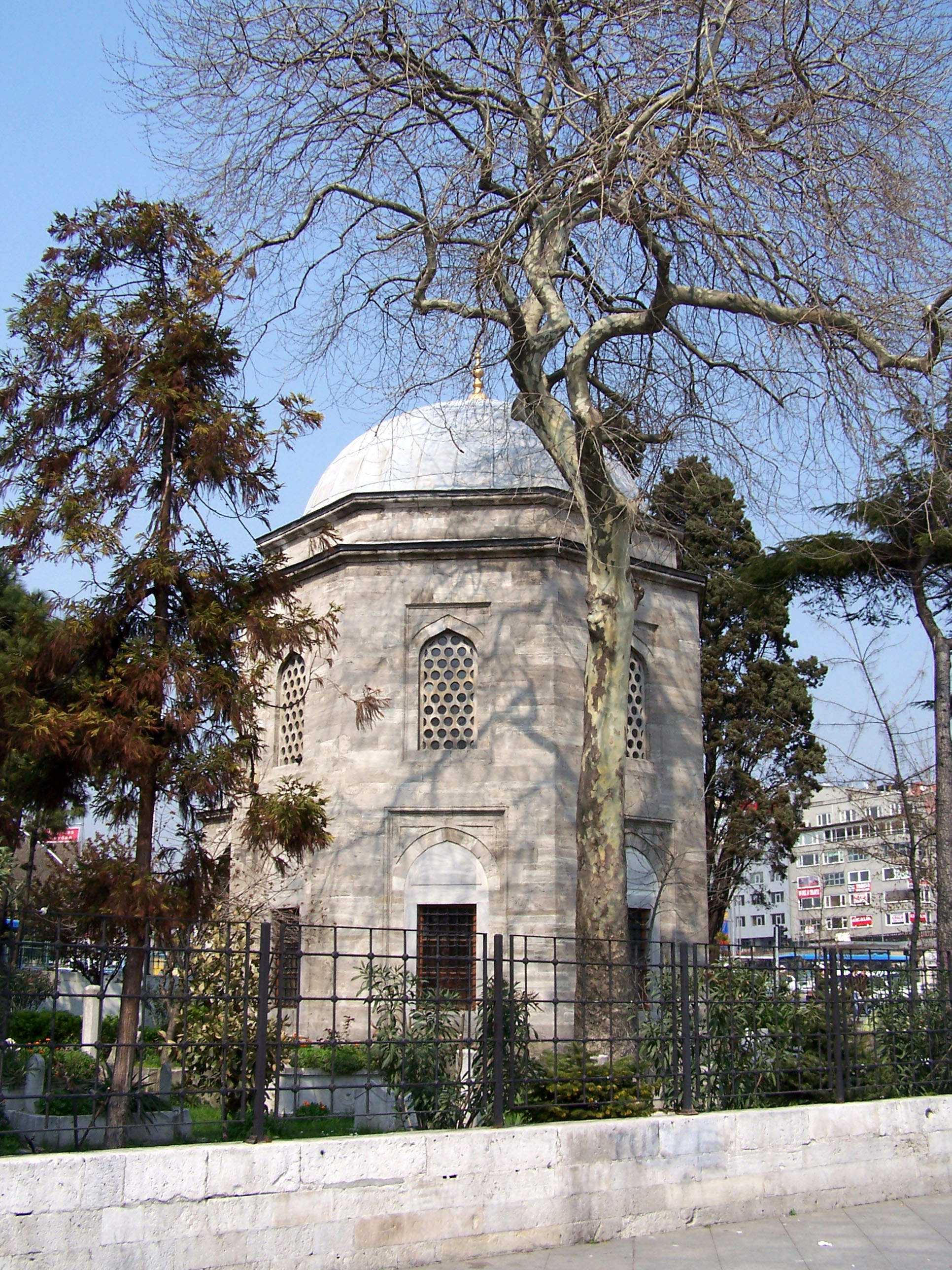
Graf van Khair ad-Din
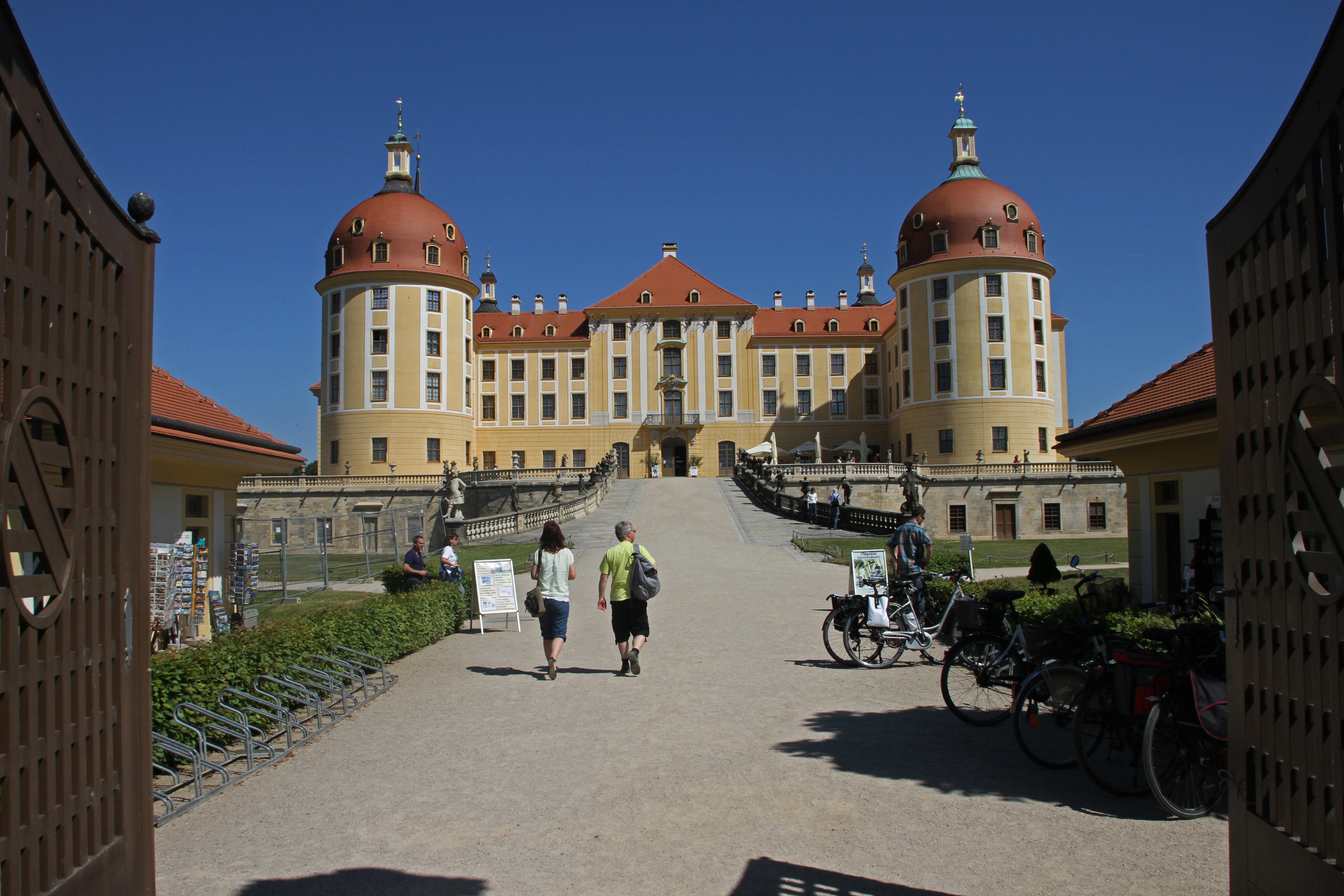
Slot Moritzburg (voltooid 1546)

## Geboren
- 27 januari - Joachim Frederik, keurvorst van Brandenburg
- 13 februari - Henricus Antonides Nerdenus, Nederlands predikant
- 21 maart - Bartholomeus Spranger, Zuid-Nederlands kunstschilder
- 29 maart - Annas de Perusse-d'Escars de Givry, Frans kardinaal
- 14 juni - Wolfgang van Hohenlohe-Weikersheim, Duits edelman
- 29 juni - Dorothea van Denemarken, Deens prinses
- 4 juli - Murat III, sultan van het Ottomaanse Rijk (1574-1595)
- juli - Godevaert van Haecht, Zuid-Nederlands dagboekschrijver
- 11 september - Arild Huitfeldt, Deens historicus
- 5 oktober - Rudolph Snel van Royen, Nederlands wiskundige
- 14 december - Tycho Brahe, Deens astronoom
- Adrien Baltyn, Zuid-Nederlands historicus
- William Barclay, Schots rechtsgeleerde
- Dirck Outgaertsz. Cluyt, Nederlands apotheker
- Hendrik van Cuyk, Zuid-Nederlands prelaat
- Jan David, Zuid-Nederlands schrijver
- Levinus Hulsius, Nederlands instrumentenmaker
- Katharina Kepler, moeder van Johannes Kepler
- Lodrö Gyatso, Tibetaans geestelijk leider
- Cornelius Loos, Nederlands theoloog
- Francesco de Mendoza, Spaans legerleider
- Takeda Katsuyori, Japans daimyo
- Feijo Sickinghe, Nederlands edelman en politicus
- Jan Baptist van Tassis, Spaans legerleider
- Jan Verdonck, Zuid-Nederlands componist (jaartal onzeker)
- Jacob Blasaeus, Zuid-Nederlands prelaat (jaartal bij benadering)
- Charlotte van Bourbon, echtgenote van Willem van Oranje (jaartal bij benadering)
- Cornelis Claesz, Nederlands drukker (jaartal bij benadering)
- Lodewijk Elsevier, Zuid-Nederlands uitgever (jaartal bij benadering)

## Overleden
- 11 januari - Ernst I van Brunswijk-Lüneburg (48), Duits edelman
- 21 januari - Azai Sukemasa (~52), Japans daimyo
- 18 februari - Maarten Luther (62), Duits theoloog en kerkhervormer
- 23 februari - Frans van Bourbon-Condé (26), Frans edelman
- 1 maart - George Wishart (~32), Schots kerkhervormer
- 10 maart - Thomas Elyot (~46), Engels wetenschapper
- 10 maart - Adrianus Thiebault (~49), Zuid-Nederlands componist
- 4 april - Ruy López de Villalobos, Spaans ontdekkingsreiziger
- 17 mei - Philipp von Hutten (40), Duits conquistador
- 14 juli - Petrus Bonomo (~88), Italiaans prelaat
- 18 juli - Willem van Rennenberg, Duits edelman
- 1 augustus - Peter Faber (40), Savoyaards theoloog
- 3 augustus - Antonio da Sangallo (62), Italiaans architect
- 12 augustus - Francisco de Vitoria (~63), Spaans theoloog
- 3 september - Peter IV Rareș, woiwode van Moldavië (1527-1538, 1541-1546)
- 6 september - Johannes Kleberger (~60), Duits filantroop
- 14 september - Margareta van Bronkhorst-Batenburg (28), Noord-Nederlands edelvrouw
- 28 september - Marino Grimani (~58), Italiaans kardinaal
- 1 november - Giulio Romano (~47), Italiaans kunstschilder en architect
- november - Francisco de Orellana (~35), Spaans conquistador
- 13 december - Syds Tjaerda (~53), Fries edelman
- Nicolaus Archius (~53), Italiaans dichter
- Chairacha, koning van Ayutthaya (1533-1546)
- Anton van Croÿ-Chimay, Duits edelman
- Khair ad-Din (~71), Albanees-Ottomaans vloothoofd en piraat
- Jasper Lievenz van Hoogelande (~64), Noord-Nederlands jurist
- Roelof van Lennep, Noord-Nederlands staatsman
- Mac Hien Tong, keizer van Vietnam (1540-1546)
- Oswald II van den Bergh (~38), Nederlands edelman
- Blasco Núñez Vela, onderkoning van Peru
- Isabella di Morra, Italiaans dichteres (jaartal bij benadering)
- Marinus van Reymerswale, Noord-Nederlands kunstschilder (jaartal bij benadering)